# 弗勒·梅勒
弗勒·梅勒（英語：Fleur Mellor，1936年7月13日—），澳大利亚女子田径运动员，主攻短跑。她曾代表澳大利亚参加1956年夏季奥林匹克运动会田径比赛，获得女子4×100米接力金牌。